# جبرین (بهلا)
جبرین (به عربی: جبرین) یک منطقهٔ مسکونی در عمان است که در بهلاء واقع شده‌است.